# Weekly Journal
Weekly Journal, or Saturday's Post und dem Untertitel: with freshest advices foreign and domestick war eine englische Wochenzeitung. Das Blatt erschien erstmals am 15. Dezember 1716 jeweils Samstags, umfasste sechs Seiten, wurde von der Druckerei Nathaniel Mist (1675–1737) herausgegeben und entwickelte sich schnell zu einem auflagenstarken jakobinischen Blatt, in dem auch Daniel Defoe regelmäßig beitrug. Es wurde am 1. Mai 1725 in Mist's Weekly Journal und 1730 in Fog's Weekly Journal umbenannt und hatte in Spitzenzeiten eine Auflage von mehr als 10.000 Exemplaren.
Im Januar 1728 entschied sich Mist, der bereits mehrfach mit den Behörden und König Georg I. in Konflikt geraten war, angesichts der Verhaftung zweier seiner Redakteure wegen der Veröffentlichung von gegen Robert Walpole gerichteten Artikeln im Zuge der Aufdeckung einer jakobitischen Verschwörung von Francis Atterbury, sich nach Boulogne abzusetzen. Von dort aus versuchte er, das Blatt weiter zu produzieren. Die Ausgaben vom 7. und 14. September erschienen als eine Nummer; die Ausgabe vom 21. September war die letzte.